# El Puente del Mirador
El Puente del Mirador är en ort i Mexiko.   Den ligger i kommunen Coeneo och delstaten Michoacán de Ocampo, i den centrala delen av landet, 250 km väster om huvudstaden Mexico City. El Puente del Mirador ligger 2 021 meter över havet och antalet invånare är 193.
Terrängen runt El Puente del Mirador är kuperad åt nordost, men åt sydväst är den platt. Runt El Puente del Mirador är det ganska tätbefolkat, med 139 invånare per kvadratkilometer. Närmaste större samhälle är Coeneo de la Libertad, 7,9 km sydväst om El Puente del Mirador. I omgivningarna runt El Puente del Mirador växer huvudsakligen savannskog.